# Florea Dumitrache
Florea Dumitrache (ur. 22 maja 1948 w Bukareszcie  – zm. 26 kwietnia 2007 tamże) – piłkarz rumuński grający na pozycji napastnika. W swojej karierze rozegrał 31 meczów w reprezentacji Rumunii i strzelił w niej 15 goli.

## Kariera klubowa
Karierę piłkarską Dumitrache rozpoczął w klubie Rapidzie Bukareszt. Trenował tam w juniorach, a grał też w młodzieżowych drużynach TUG Bukareszt. W 1964 roku został piłkarzem klubu Dinamo Bukareszt. W 1965 roku awansował do kadry pierwszej drużyny. 2 maja 1966 roku zadebiutował w pierwszej lidze rumuńskiej w zremisowanym 1:1 domowym meczu z Dinamem Pitești. Swój pierwszy sukces ze stołecznym klubem osiągnął w sezonie 1966/1967, gdy wywalczył z nim wicemistrzostwo Rumunii. Wraz z Dinamem trzykrotnie był mistrzem kraju w sezonach: 1970/1971, 1972/1973 i 1974/1975 i jeszcze trzykrotnie wicemistrzem w sezonach: 1968/1969, 1973/1974 i 1975/1976. W sezonie 1967/1968 zdobył też Puchar Rumunii. Dwukrotnie w swojej karierze był królem strzelców ligi Rumunii. W sezonie 1968/1969 zdobył 22 gole, a w sezonie - 15 goli. W latach 1968 i 1969 był wybierany Piłkarzem Roku w Rumunii.
Latem 1976 roku Dumitrache odszedł z Dinama Bukareszt do zespołu Jiul Petroszany. Grał w nim w przez 3 lata. W 1979 roku został zawodnikiem drugoligowego Corvinulu Hunedoara. W 1980 roku awansował z nim do pierwszej ligi. W Corvinulu po sezonie 1983/1984 zakończył swoją karierę.
| Sezon   | Klub               | Kraj    | Rozgrywki | Mecze | Bramki |
| ------- | ------------------ | ------- | --------- | ----- | ------ |
| 1965/66 | Dinamo Bukareszt   | Rumunia | Divizia A | 1     | 0      |
| 1966/67 | Dinamo Bukareszt   | Rumunia | Divizia A | 3     | 1      |
| 1967/68 | Dinamo Bukareszt   | Rumunia | Divizia A | 21    | 7      |
| 1968/69 | Dinamo Bukareszt   | Rumunia | Divizia A | 28    | 22     |
| 1969/70 | Dinamo Bukareszt   | Rumunia | Divizia A | 24    | 13     |
| 1970/71 | Dinamo Bukareszt   | Rumunia | Divizia A | 28    | 15     |
| 1971/72 | Dinamo Bukareszt   | Rumunia | Divizia A | 10    | 5      |
| 1972/73 | Dinamo Bukareszt   | Rumunia | Divizia A | 26    | 15     |
| 1973/74 | Dinamo Bukareszt   | Rumunia | Divizia A | 24    | 19     |
| 1974/75 | Dinamo Bukareszt   | Rumunia | Divizia A | 10    | 4      |
| 1975/76 | Dinamo Bukareszt   | Rumunia | Divizia A | 23    | 7      |
| 1976/77 | Jiul Petroszany    | Rumunia | Divizia A | 32    | 20     |
| 1977/78 | Jiul Petroszany    | Rumunia | Divizia A | 25    | 11     |
| 1978/79 | Jiul Petroszany    | Rumunia | Divizia A | 23    | 6      |
| 1979/80 | Corvinul Hunedoara | Rumunia | Divizia B | ?     | ?      |
| 1980/81 | Corvinul Hunedoara | Rumunia | Divizia A | 29    | 12     |
| 1981/82 | Corvinul Hunedoara | Rumunia | Divizia A | 25    | 7      |
| 1982/83 | Corvinul Hunedoara | Rumunia | Divizia A | 21    | 5      |
| 1983/84 | Corvinul Hunedoara | Rumunia | Divizia A | 4     | 1      |

## Kariera reprezentacyjna
W reprezentacji Rumunii Dumitrache zadebiutował 5 czerwca 1968 w zremisowanym 0:0 towarzyskim meczu z Holandią. W 1970 roku został powołany do kadry na Mistrzostwa Świata 1970. Wystąpił na nich w 3 meczach: z Anglią (0:1), z Czechosłowacją (2:1 i gol) i z Brazylią (2:3 i gol). Od 1968 do 1974 roku rozegrał w kadrze narodowej 31 spotkań i strzelił w nich 15 bramek.